# European Club Championships (Judo)
Die European Club Championships ist die Judo-Vereins-Mannschaftsmeisterschaft der Europäischen Judo-Union.
Der European Club Cup wurde zum ersten Mal 1976 ausgetragen. Dieser Wettbewerb wurde von der Europäischen Judo Union seit 2010 offiziell zur Europameisterschaft für Clubs erhoben. 2014 wurde die Europameisterschaft in die Golden League und die Europa League aufgeteilt.
Aktuell gliedert sie sich in folgende Ligen:
- Champions League (Gegründet in 1976)
- Europa League (seit 2014)